# Huracán Epsilon (2020)
El Huracán Epsilon fue un fuerte ciclón tropical que afectó a Bermudas, y partes de América del Norte y Europa occidental. El vigésimo séptimo ciclón tropical o subtropical y el vigésimo sexto tormenta nombrada, el décimo huracán y el cuarto huracán mayor de la extremadamente activa temporada de 2020, Epsilon tuvo un origen no tropical, desarrollándose a partir de una borrasca de nivel superior frente a la costa este de los Estados Unidos el 13 de octubre. La baja se organizó gradualmente, convirtiéndose en la Depresión Tropical Veintisiete el 19 de octubre y seis horas después, en la tormenta tropical Epsilon. La tormenta ejecutó un bucle en sentido contrario a las agujas del reloj antes de girar hacia el oeste, mientras se fortalecía. El 20 de octubre, Epsilon comenzó a experimentar una Rápida intensificación, convirtiéndose en un huracán de Categoría 1 al día siguiente, antes de alcanzar su punto máximo como huracán de categoría 3 el 22 de octubre, con unos vientos máximos sostenidos de 185 km/h (115 mph) y una presión central mínima de 952 mbar. Esto convirtió a Epsilon en el huracán principal más oriental tan tardío en el año natural, así como en el huracán principal más fuerte al final de la temporada en el Atlántico nororiental, y el caso registrado más rápido de un ciclón tropical que experimentó una intensificación rápida tan al noreste que a finales en la temporada de huracanes. Posteriormente, Epsilon comenzó a debilitarse a medida que el sistema giraba hacia el norte, y la tormenta cayó a la categoría 1 de intensidad ese mismo día. Epsilon mantuvo su intensidad a medida que avanzaba hacia el norte, pasando al este de las Bermudas. El 24 de octubre, Epsilon giró hacia el noreste y aceleró gradualmente, antes de debilitarse hasta convertirse en tormenta tropical al día siguiente. El 26 de octubre, Epsilon hizo la transición a un ciclón extratropical, antes de ser absorbido por otra tormenta extratropical más grande más tarde ese mismo día.
Epsilon trajo condiciones de tormenta tropical a las Bermudas mientras pasaba al este de la isla. La tormenta trajo grandes olas a partes del Caribe y la costa este de los Estados Unidos. Los restos de Epsilon más tarde trajeron un clima severo a las islas británicas. Los remanentes de la tormenta también produjeron uno de los mayores oleajes de octubre registrados en Nazaré, a lo largo de la costa atlántica de Portugal. Epsilon causó una muerte en Florida, cuando un hombre de 27 años se ahogó en las corrientes de resaca producidas por el huracán. El daño general de la tormenta fue menor.

## Historia meteorológica

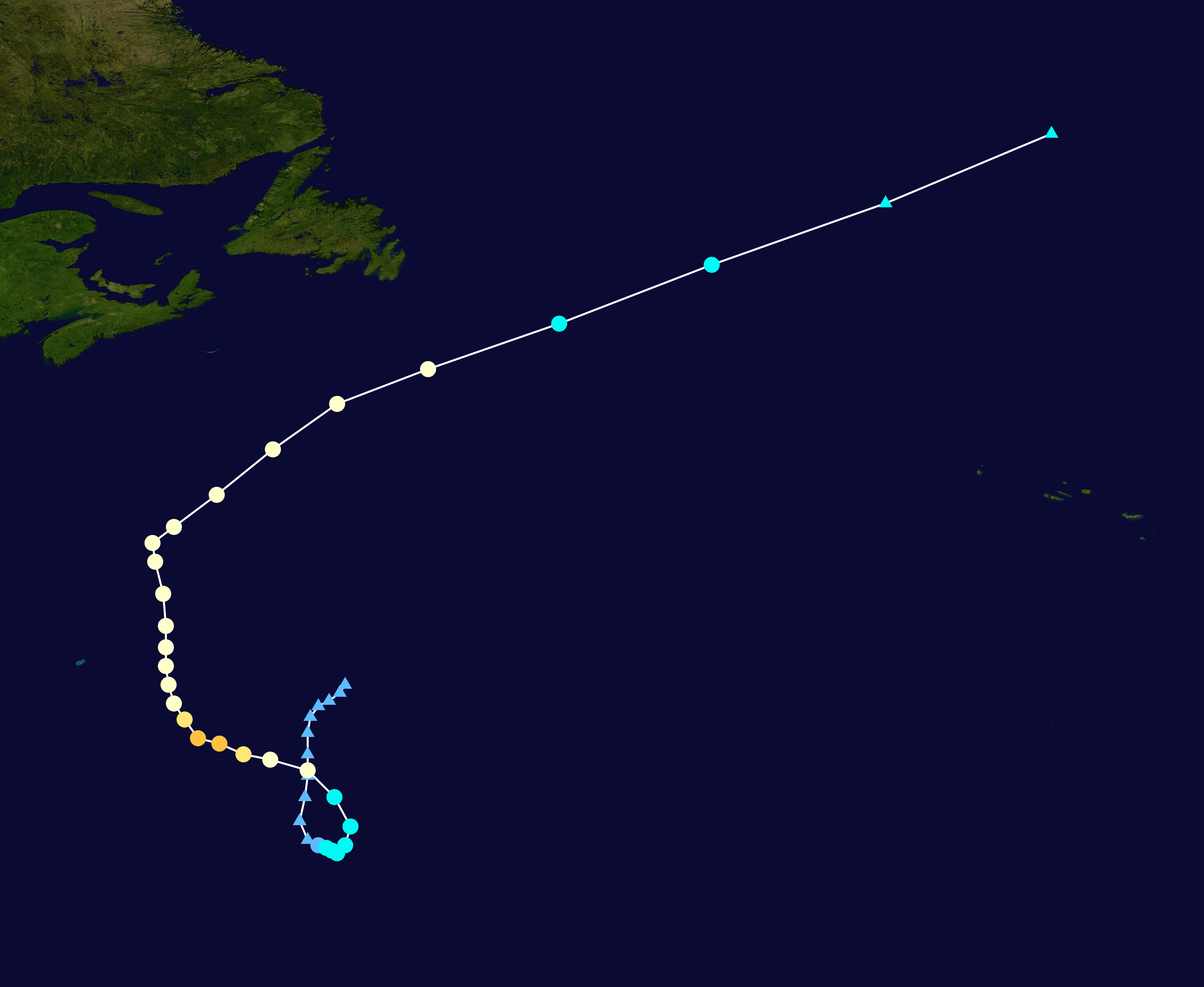
Trayectoria del huracán Epsilon, perteneciente a la temporada de huracanes del Atlántico de 2020, siguiendo los colores de la escala de huracanes de Saffir-Simpson.

El huracán Epsilon tuvo orígenes no tropicales, desarrollándose a partir de una vaguada de nivel superior asociada con una débil baroclínica Borrasca que emergió de la costa este de Estados Unidos el 13 de octubre. A medida que la borrasca primaria continuaba desplazándose hacia el noreste, un frente frío detrás de la borrasca se movió al este hacia el Océano Atlántico central durante los siguientes días; la borrasca finalmente se estancó el 15 de octubre y pronto degeneró en una depresión superficial al este de Bermudas. Alrededor de este tiempo, el Centro Nacional de Huracanes notó por primera vez la posibilidad de que se formara un amplio sistema de baja presión no tropical dentro de la depresión varios días después, identificando una posibilidad de que la perturbación podría organizarse gradualmente y sufrir ciclogénesis tropical. El flujo sinóptico aguas arriba comenzó a aumentar, a medida que una dorsal en el nivel superior se desarrolló a través del Atlántico noroccidental, al oeste de la depresión original. Este patrón meteorológico provocó que la depresión del nivel superior se cortara, mientras se doblaba debajo de la dorsal. El 16 de octubre, la actividad convectiva (o tormenta) comenzó a aumentar y organizarse mejor, ya que la borrasca interactuaba con la depresión principal degradada. Con el fortalecimiento del flujo ciclónico en los niveles bajos, se formó una borrasca no tropical debajo de la onda en los niveles superiores, a las 12:00 UTC de ese mismo día.
Más tarde ese día, los datos de satélites del viento mostraron una circulación mejor definida, mientras que la actividad convectiva continuó organizándose dentro del nivel bajo superior. Durante los siguientes días, la baja superficial continuó superpuesta debajo de la baja del nivel superior, mientras vagaba lentamente hacia el sur, hacia el ecuador de una cresta de capa profunda que se asemeja a un bloque en el Atlántico norte. La superficie baja produjo solo una convección mínima, debido al aire seco asociado con la baja en el nivel superior que impedía mucha actividad convectiva. Mientras se desplazaba hacia el sur, la perturbación encontró temperaturas de la superficie del mar más cálidas de alrededor de 27 °C (81 °F), lo que provocó que la convección floreciera y se profundizara. Sin embargo, el centro de la perturbación la circulación permaneció algo alargada. La actividad convectiva comenzó a degradar el flujo ciclónico seco de la parte baja del nivel superior, lo que ayudó a la transición tropical del sistema, ya que su campo de viento se contrajo y el flujo ciclónico del nivel superior se intensificó. A las 06:00 UTC del 19 de octubre, se desarrolló una gran convección profunda justo al este de la superficie baja, lo que provocó que el centro se organizara lo suficiente, lo que llevó al NHC a actualizar la perturbación a Depresión tropical veintisiete. El NHC también señaló que la depresión parecía más tropical que subtropical, debido a su pequeño radio de vientos máximos sostenidos, a pesar de sufrir un proceso de formación similar al de los ciclones subtropicales.

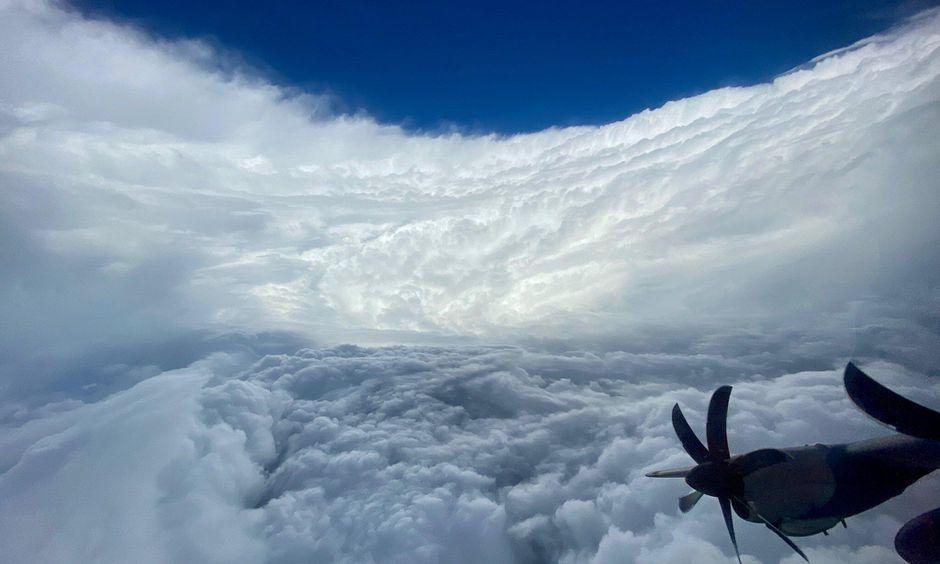
El cazador de huracanes de la reserva de la fuerza aérea dentro del ojo del huracán Epsilon el 21 de octubre

Apenas seis horas después, la depresión se fortaleció hasta convertirse en una tormenta tropical, y recibió el nombre Epsilon. El nombre Epsilon  proviene de las listas de nombres con alfabeto griego usadas de respaldo para el NHC, solo se usaron durante dos temporadas, la otra fue la temporada de 2005. A pesar de que el centro de la tormenta quedó expuesto, las bandas convectivas sobre las partes norte y este del sistema mejoraron. Esto hizo que el sistema adquiriera la apariencia de tener una estructura de tipo híbrido, asemejándose a un ciclón subtropical en apariencia. Situado dentro de un área de moderada cizalladura del viento vertical y temperaturas cálidas de la superficie del mar, se produjo un mayor fortalecimiento. Más tarde ese mismo día, un nuevo grupo convectivo cerca del centro devolvió a Epsilon a una apariencia más tropical. Sin embargo, los datos del ASCAT mostraban un radio de viento asimétrico, con vientos huracanados que se extendían hacia el norte a 370 km (230 mi) del centro. Temprano el 20 de octubre, las imágenes de vapor de agua mostraron a Epsilon interactuando con un frente frío que se disipaba hacia el norte y una vaguada de nivel superior desde el sur. Alrededor de este tiempo, se formó una ranura seca dentro de la parte este de la tormenta, lo que debilitó las bandas convectivas. El patrón de nubes de Epsilon comenzó a parecerse a un frente ocluido extratropical, con una característica tropical en el núcleo interno evidente.

## Preparaciones e impacto

### Bermuda

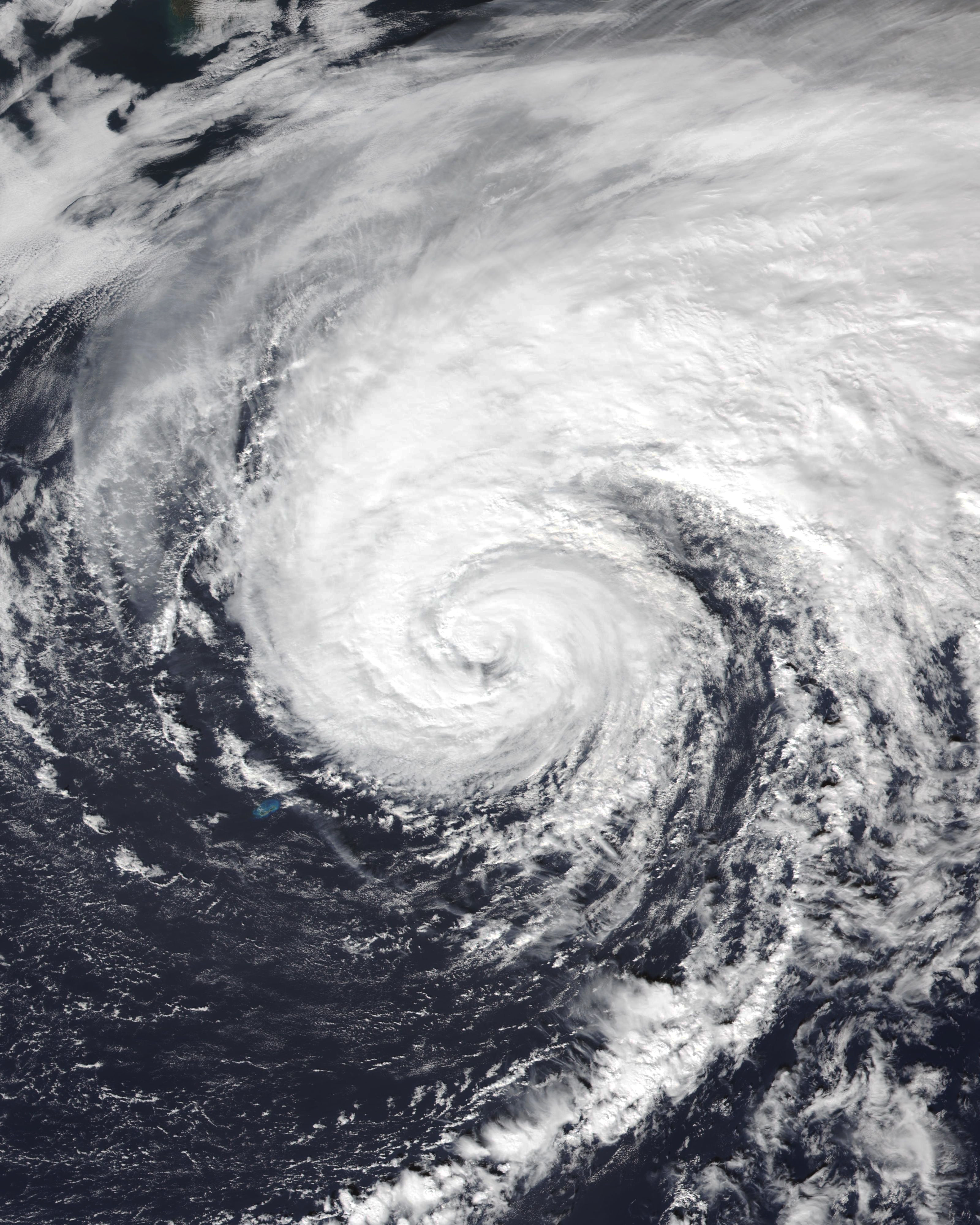
Epsilon como un debilitado huracán de categoría 1 el 23 de octubre, con Bermuda visible justo al suroeste de la tormenta

El gran campo de viento de Epsilon provocó la emisión de una aviso de tormenta tropical para las Bermudas a las 15:00 UTC del 20 de octubre. que 24 horas después se actualizó a una advertencia. Cuando el huracán comenzó a alejarse de las Bermudas el 23 de octubre, se canceló la advertencia de tormenta tropical. A pesar de que el servicio meteorológico de las Bermudas no pronosticó vientos de con fuerza de huracán que impactarían la isla, el gobierno de las Bermudas aconsejó a los residentes que se prepararan para cortes de energía y que revisaran sus provisiones de emergencia. Aunque no se anticiparon interrupciones en el transporte, se advirtió a los ciclistas que tengan cuidado con las fuertes ráfagas de viento. Se publicaron avisos de olas peligrosas en las playas orientadas al sur, y se instó a los residentes a mantenerse fuera del agua. El inicio de la Serie Mundial de Tens tuvo que posponerse del 24 de octubre al día siguiente, para evitar el mal tiempo de Epsilon.
Entre el 22 y el 23 de octubre, Epsilon pasó a solo 305 km (190 mi) al este de las Bermudas. Varios lugares de la isla reportaron vientos con fuerza de tormenta tropical, debido al gran campo de viento del huracán. Los vientos sostenidos alcanzaron un máximo de aproximadamente de 80 km/h (50 mph), con la ráfaga de viento más alta medida a 95 km/h (59 mph), que se registró en el centro de operaciones marítimas, a una altura de unos 90 m (295 pies). También se reportaron vientos con fuerza de tormenta tropical en Pearl Island y The Crescent, mientras que se registró una ráfaga de viento de 60 km/h (37 mph) en Aeropuerto Internacional L.F. Wade. Solo se produjeron daños menores por el viento en la isla, mientras que la mayoría de los árboles y ramas débiles ya habían sido derribados por los huracanes anteriores Paulette y Teddy. Las bandas exteriores de la tormenta solo trajeron aguaceros dispersos a las Bermudas, con una precipitación máxima de 11 mm (0,43 plg) reportada en el Aeropuerto Internacional L.F. Wade. Epsilon produjo marejadas peligrosas a lo largo de la costa de las Bermudas, lo que obligó a los salvavidas de la Horseshoe Bay a detener brevemente los servicios. En St. George, video tomado por Bernews mostraba olas rompiendo sobre pequeños rompeolas. Las fotos también mostraban olas que se acumulaban en las aceras y caminos cercanos. En general, los daños en las Bermudas fueron menores y el impacto de la tormenta se comparó con el de los vendavales invernales en la isla.

### Estados Unidos e islas británicas

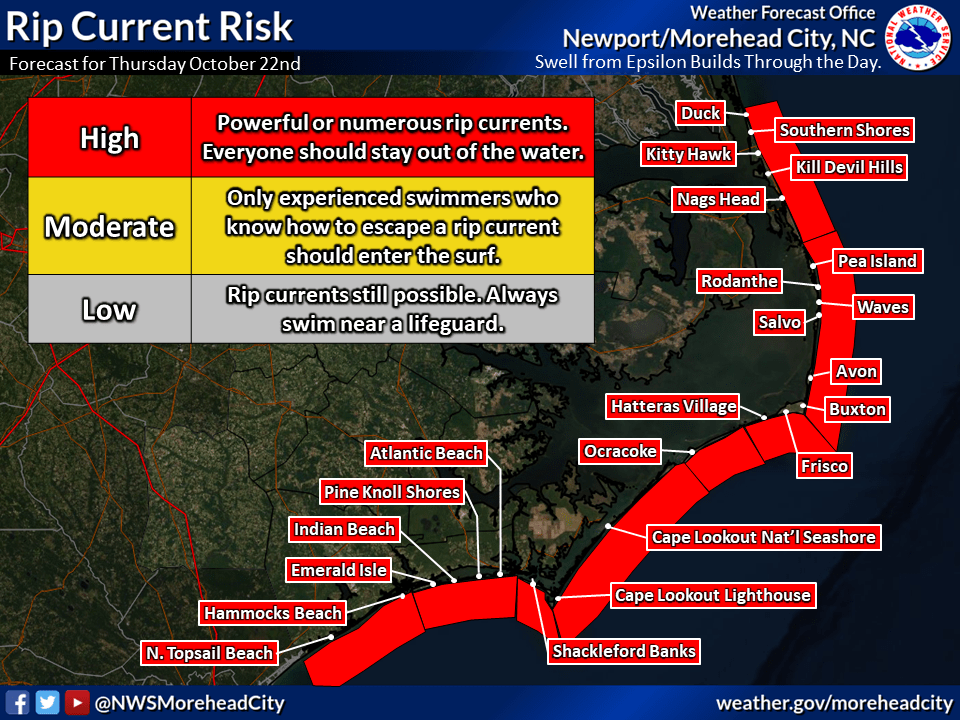
Un pronóstico de riesgo de resaca para la costa de Carolina del Norte el 22 de octubre, producido por el Servicio Meteorológico Nacional, como resultado del huracán Epsilon

Epsilon produjo grandes marejadas y corrientes de resaca desde las Islas Vírgenes de los Estados Unidos y Puerto Rico, hacia el norte a través de toda la costa este de los Estados Unidos. En la isla de Puerto Rico, la oficina del Servicio Meteorológico Nacional (NWS) en San Juan emitió avisos de inundaciones costeras y corrientes de resaca. Se reportaron grandes olas en Veja Baja, como lo muestra un video publicado en Twitter. El oleaje alto también afectó a las vecinas Islas Vírgenes. En Daytona Beach, Florida, ocurrió una muerte directa cuando un hombre de 27 años se ahogó en las corrientes de resaca producidas por Epsilon. En Carolina del Norte, una boya en alta mar cerca de Cabo Hatteras informó un aumento en el tamaño de las olas de 1,5 a 3,5 m (4,92 a 11,48 pies) durante la noche entre el 22 y el 23 de octubre. A lo largo de la costa de Carolina del Norte, se publicaron advertencias de corrientes de resaca desde los Outer Banks hasta el sur hasta la North Topsail Beach. El aumento del oleaje y las corrientes de resaca también amenazaron a los bañistas en Carolina del Sur, lo que provocó que se levantaran banderas rojas en Myrtle Beach. Marejadas de largo período que alcanzaron alturas de 1,5 a 2,5 metros (4,9 a 8,2 pies) afectaron las costas de Nueva Jersey, Long Island y Nueva York. Las marejadas y las corrientes de resaca también afectaron la costa de Nueva Inglaterra.
Los restos de Epsilon, junto con un frente ocluido, trajeron un clima severo a las islas británicas. Por adelantado, El Met Éireann emitió una advertencia de lluvia amarilla para los condados de Galway y Mayo. Mientras tanto, se ordenaron advertencias amarillas de viento para los condados de Clare, Donegal, Galway, Kerry y Mayo. Se hizo otra advertencia amarilla de viento para Wexford, Cork y Waterford. La Met Office también emitió advertencias amarillas para partes de Gales y Noroeste de Inglaterra. También se emitieron advertencias amarillas de lluvia para partes del noroeste de Inglaterra, y la tormenta provocó interrupciones en los servicios de trenes y autobuses y amenazó con inundaciones. En Irlanda, los restos de Epsilon provocaron brotes de lluvia y condiciones tempestuosas. En Irlanda del Norte, las boyas en alta mar registraron grandes oleajes de hasta 30 metros (98 pies) de altura, lo que envió a hábiles surfistas a las playas, mientras los espectadores observaban las olas rompiendo en la costa. En el Reino Unido continental, lluvias torrenciales y ráfagas de viento de hasta 110 kilómetros por hora (68 mph) afectaron a la región. Se vio a surfistas profesionales desafiando olas de 6 metros (20 pies) en Cornualles. Mientras tanto, la Institución Nacional Real de Botes Salvavidas (RNLI) advirtió a los residentes sobre "oleajes colosales" y "condiciones extremadamente peligrosas", y aconsejó a las personas que evitaran nadar en el océano.

### Otros lugares
El fuerte oleaje del huracán Epsilon impactó en las Islas de Sotavento, las Antillas Mayores y el Archipiélago de las Lucayas. Mientras se debilitaba, Epsilon trajo olas de hasta 7 m (23 pies) a la costa del atlántico canadiense. La humedad de la tormenta, junto con un frente frío, también trajo ráfagas de viento y lluvias a la región. Ráfagas de viento de hasta 60 km/h (37 mph) impactaron en la Península de Avalon durante la noche del 24 de octubre, donde se registraron precipitaciones totales de hasta 48 mm (2 plg). En Portugal, los restos de Epsilon produjeron uno de los mayores oleajes de octubre registrados en Nazaré.

### Denominación
En marzo de 2021, la Organización Meteorológica Mundial (OMM) anunció que dejaría de usarse el alfabeto griego como lista auxiliar y, en cambio, se reemplazaría, si la lista de nombres normal se agotara, por una lista auxiliar que consta de 21 nombres de pila. Por lo tanto, el nombre Epsilon ya no se usará para nombrar otro huracán del Atlántico.